# Calyptrophora gerdae
Calyptrophora gerdae är en korallart som beskrevs av Bayer 200. Calyptrophora gerdae ingår i släktet Calyptrophora och familjen Primnoidae. Inga underarter finns listade i Catalogue of Life.